# Viện phụ
Viện phụ (viện: đan viện, phụ: cha) hay tu viện trưởng (trước đây gọi là cai dòng) là người đứng đầu đan viện, quản lý về mọi mặt đời sống của các đan sĩ. Trong Giáo hội Công giáo Rôma, viện phụ không phải là chức thánh như giám mục, linh mục và phó tế, nhưng họ được đặc ân mặc phẩm phục bên ngoài như các giám mục, với mũ mitra, gậy mục tử như một biểu tượng quyền bính của một vị chủ chăn trong phạm vi đan viện.
Tuy nhiên, việc viện phụ có phục tùng vị giám mục địa phương nơi đan viện tọa lạc là một vấn đề tương đối, nó tùy vào cách thức mà đan viện đó trực thuộc Tòa Thánh hay giáo phận. Thông thường, các đan viện đều trực thuộc Tòa Thánh nên họ sẽ trực tiếp tuân phục giáo hoàng nhưng vì hiện diện trong phạm vi lãnh thổ của giáo phận nên các viện phụ cũng biểu lộ sự tôn trọng và cộng tác với vị giám mục sở tại.